# Cabinet Höppner II
Land de Saxe-Anhalt
Höppner I Böhmer I
Le cabinet Höppner II (Kabinett Höppner II, en allemand) est le gouvernement du Land de Saxe-Anhalt entre le 26 mai 1998 et le 16 mai 2002, durant la troisième législature du Landtag.

## Coalition et historique
Dirigé par le ministre-président social-démocrate sortant Reinhard Höppner, il est soutenu par le Parti social-démocrate d'Allemagne (SPD), qui dispose de 47 députés sur 116 au Landtag, soit 40,5 % des sièges. Il dispose du soutien sans participation du Parti du socialisme démocratique (PDS).
Il cabinet a été formé à la suite des élections législatives régionales du 26 avril 1998 et succède au cabinet Höppner I, soutenu par une « coalition rouge-verte » minoritaire, entre sociaux-démocrates et écologistes (Grünen), qui avaient déjà le soutien du PDS, une formule connue sous le nom de « modèle de Magdebourg ». À l'occasion du scrutin, les Grünen n'ont en effet pas franchi la barre des 5 %, nécessaire pour siéger au Landtag.
Lors des élections législatives régionales du 21 avril 2002, l'Union chrétienne-démocrate d'Allemagne (CDU) redevient le premier parti du Land, tandis que SPD et PDS tombent à égalité. La CDU parvient à former une « coalition noire-jaune » avec le Parti libéral-démocrate (FDP) et constitue le premier cabinet de Wolfgang Böhmer.

## Composition

### Initiale
| Fonction | Nom | Nom                                                                                     | Parti |
| --- | --- | --------------------------------------------------------------------------------------- | ----- |
| Ministre-président |     | Reinhard Höppner                                                                        | SPD   |
| Vice-ministre-présidente Ministre du Travail, des Femmes, de la Santé et des Affaires sociales                                                          |     | Gerlinde Kuppe                                                                          | SPD   |
| Ministre de l'Intérieur |     | Manfred Püchel                                                                          | SPD   |
| Ministre des Finances |     | Wolfgang Gerhards                                                                       | SPD   |
| Ministre de la Justice |     | Karin Schubert (jusqu'au 16/01/2002) Intérim de Manfred Püchel                          | SPD   |
| Ministre de l'Économie, de la Technologie et des Affaires européennes Ministre de l'Économie et de la Technologie (01/02/1999)                          |     | Klaus Schucht (jusqu'au 01/02/1999) Matthias Gabriel (jusqu'au 01/02/2001) Katrin Budde | SPD   |
| Ministre de l'Alimentation, de l'Agriculture et des Forêts Ministre de l'Aménagement du territoire, de l'Agriculture et de l'Environnement (10/04/2000) |     | Johann Konrad Keller                                                                    | SPD   |
| Ministre de l'Éducation |     | Karl-Heinz Reck (jusqu'au 10/12/1998) Gerd Harms                                        | SPD   |
| Ministre de l'Aménagement du territoire et de l'Environnement (dissous le 10/04/2000)                                                                   |     | Ingrid Häußler                                                                          | SPD   |
| Ministre du Logement, de l'Urbanisme et des Transports                                                                                                  |     | Jürgen Heyer                                                                            | SPD   |